# Estación Pueblitos
Pueblitos era el nombre que recibía una estación ferroviaria ubicada en las zonas rurales entre los partidos de Saladillo y Veinticinco de Mayo, Provincia de Buenos Aires, Argentina.

## Servicios
La estación era parte del ramal que la unía con el Empalme La Barrancosa en el partido de Saladillo. Se encontraba en el km 219,3 desde Estación Constitución. Clausurado en 1977 por la dictadura de Videla y levantadas las vías durante el Gobierno de Menem en 1993.

## Historia
El ramal desde el Empalme La Barrancosa fue habilitado por la compañía Ferrocarril del Sud el 1 de julio de 1911.